# Liste türkischer Erfinder und Entdecker
Die Liste türkischer Erfinder und Entdecker ist eine Liste von Erfindern und Entdeckern aus der Türkei, in alphabetischer Reihenfolge des Familiennamens (für Personen ohne Familienname, d. h. vor Einführung des Familiennamensgesetzes von 1934, gilt der Eigen- oder Beiname). Diese Liste nimmt alle Personen auf, die die Staatsbürgerschaft der Republik Türkei haben oder hatten, unbeachtet ihres Wirkungsortes, oder auf dem geografischen Gebiet der heutigen Türkei gelebt oder gewirkt haben.

## A
- Ahı Ahmed Çelebi: Mediziner; beschrieb u. a. in einem seiner Bücher aus dem 15. Jahrhundert Erkenntnisse über Nierenstein
- Selman Akbulut: Mathematiker; Akbulut-Korken, Beiträge zur Topologie, Beweis mit Henry C. King, dass jede kompakte PL-Mannigfaltigkeit eine reelle algebraische Menge ist und Ermittlung neuer topolischer Invarianten reeller algebraischer Mengen
- Turhan Alçelik: Augenarzt; Scheinwerfer mit kontinuierlicher Fernbeleuchtung ohne Blendwirkung
- Aqsara'i: türkischer/persischer Arzt; Arbeiten, Kommentare und neue Erkenntnisse über Medizin in seinem Buch namens Hall al-Mujiz

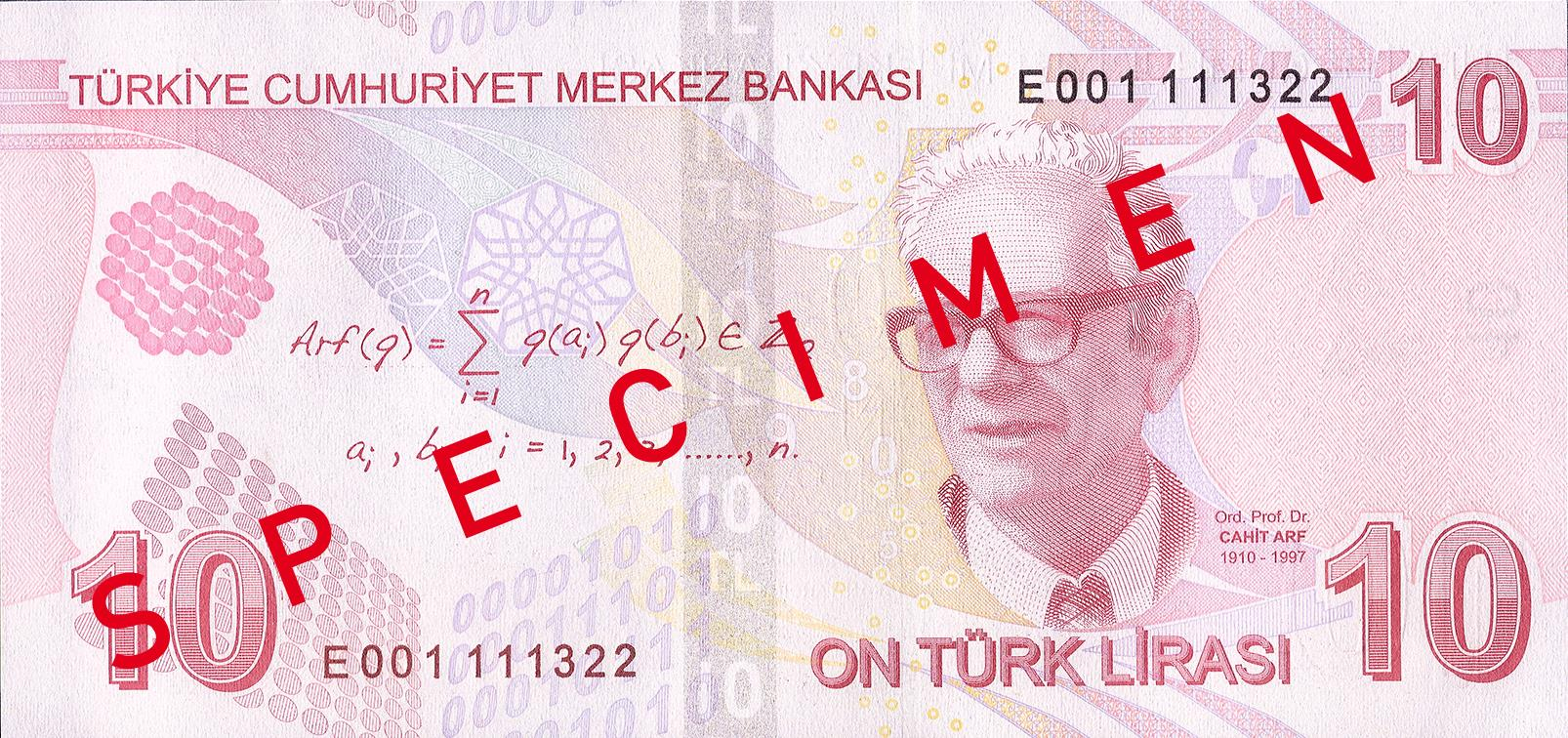
Cahit Arf auf der Rückseite des türkischen 10-Lira-Scheins

- Alp Arslan: Sultan; Begründer der anatolischen Variante der türkischen Sportart Cirit
- Erdal Arıkan: Informatiker und Professor; Erfinder des Polarcodes für 5G
- Alā' ad-Dīn ʿAlī ibn Muhammad al-Qūschdschī: Astronom und Mathematiker; Reform des Ptolemäischen Modells der Bewegung des Planeten Merkur.

## B
- Asim Orhan Barut: Physiker; Theorie der Hadronen als gebundene Zustände von Leptonen über kurzreichweitige magnetische Resonanzen, Beiträge zur Theorie der S-Matrix, elektronenoptisches und statistisches Verhalten der Gittervervielfacher
- Hulusi Behçet: Mediziner; Morbus Adamantiades-Behçet (zusammen mit Benediktos Adamantiades)
- Bekir Bey Efendi: Konditor; Erfinder der Süßspeise Lokum

## C
- Cahit Arf: Mathematiker; Arf-Invariante einer quadratischen Form (Knotentheorie, Topologie), das Hasse-Arf-Theorem (Verzweigung) und die Arf-Ringe (Ringtheorie), Nano-Farben

## D

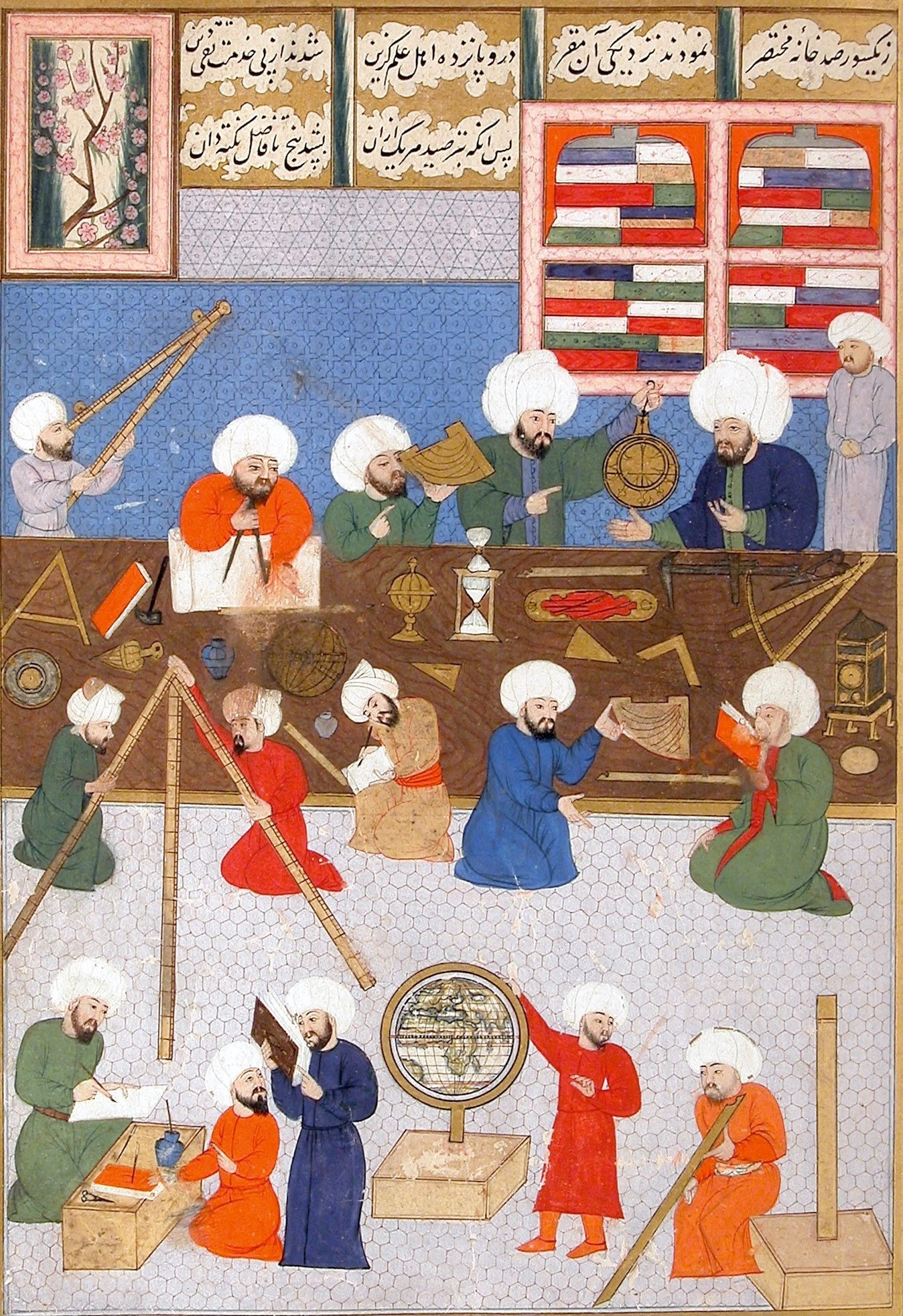
Astronomen arbeiten im Observatorium von Murad III.
(Taqi ad-Din ist vermutlich einer der zwei Männer rechts hinter dem Tresen, die das Astrolabium betrachten.)

- Hilmi Volkan Demir: Wissenschaftler; Erzeugung weißen Lichtes durch Nano-Kristalle (alternative Lichtquelle)
- Taqi ad-Din: Universalgelehrter; Erfinder einer Dampfturbine, einer komplexen Kolbenpumpe, verschiedene mechanische und astronomische Uhren und Instrumente
- al-Dschazarī: Ingenieur; Erfindung von Türen und der Türschlösser

## E
- Ali Erdemir: Materialwissenschaftler und Werkstofftechniker; Karbon-Film-Beschichtung
- Sabri Ergun: Chemiker; Ergun-Gleichung

## F
- al-Fārābī: Universalgelehrter und Philosoph; Instrument Schahrud (Saiteninstrument)
- Feza Gürsey: Theoretischer Physiker; Anwendung der Gruppentheorie in der Elementarteilchenphysik, Erweiterung der SU(3) Symmetrie der Elementarteilchen auf eine SU(6) Symmetrie.
- Feryal Özel: Astrophysikerin; Erste genaue Messungen der Radien von Neutronensternen.

## G
- Erol Gelenbe: Informatiker, Elektro-Ingenieur und Mathematiker; neurale Netzwerke (RNN), G-Netzwerke
- Elif Genceli Güler: Chemikerin, Forscherin; Entdeckung des Minerals Meridianiite während Forschungsarbeiten in der Antarktika
- Hakan Gürsu: Ingenieur; entwickelte das Boot Volitan, welches alleine durch Wind- und Solarenergie betrieben wird (zusammen mit Sözüm Doğan)

## H
- Hezarfen Ahmet Çelebi: Luftfahrtpionier; erster Segelflug über dem Bosporus
- Menahem Hodara: Hautarzt; Hodara-Krankheit/Hodarsche-Krankheit (Trichorrhexis Nodosa)
- Hilmi Volkan Demir: Experimentalphysiker; Arbeiten zur Erzeugung von Weißlicht, Entwicklung und Demonstration innovativer hybrider nanophotonischer Bauelemente
- Hüseyin Tevfik Pasha: Mathematiker; Verallgemeinerung der Vektoralgebra im Vektorraum, Arbeiten, die wegweisend für die spätere linearen Algebra war.

## I
- İbrahim Hakkı Erzurumi: Universalgelehrter; erste wesentliche Beschreibung über das uns heute bekannte Sonnensystem in seinem Buch Marifetname unter dem Namen 'hey'et-i cedide' um 1757, des Weiteren sind in diesem Buch verschiedenste anatomische Erkenntnisse und unterschiedliche Weltkarten verfasst
- Ataç İmamoğlu: Quantenphysiker; Pionier in der Quantenoptik, erste Einzelphotonenquelle mit Quantenpunkten (Verwendung von Photonenkorrelationsspektroskopie zur Untersuchung von Quantenpunkten und den Purcell-Effekt an Quantenpunkten)
- Erdal Inönü: Physiker; İnönü-Wigner-Kontraktionen (Gruppen-Kontraktionen) (zusammen mit Eugene Wigner)
- Fatih Ömer İlday: Physiker; Beiträge zur Laser-Materie-Wechselwirkung und der Entwicklung superschneller Lasertechnologie (Alexander von Humboldt Forschungspreis 2024)

## K
- Katib Çelebi: Polihistor; In seinem Werk Cihânnümâ (Weltenspiegel) sind verschiedene Landkarten verfasst, wie z. B. eine Karte über den Indischen Ozean und das Chinesische Meer
- Betül Kaçar: Astrobiologin; Ihr gelingt das Wiederbeleben eines alten Proteins.
- Behram Kurşunoğlu: Physiker; u. a. vereinheitlichte er Feldtheorien

## L
- Lâgari Hasan Çelebi: Luftfahrtpionier; erster bemannter Raketenflug (1633)

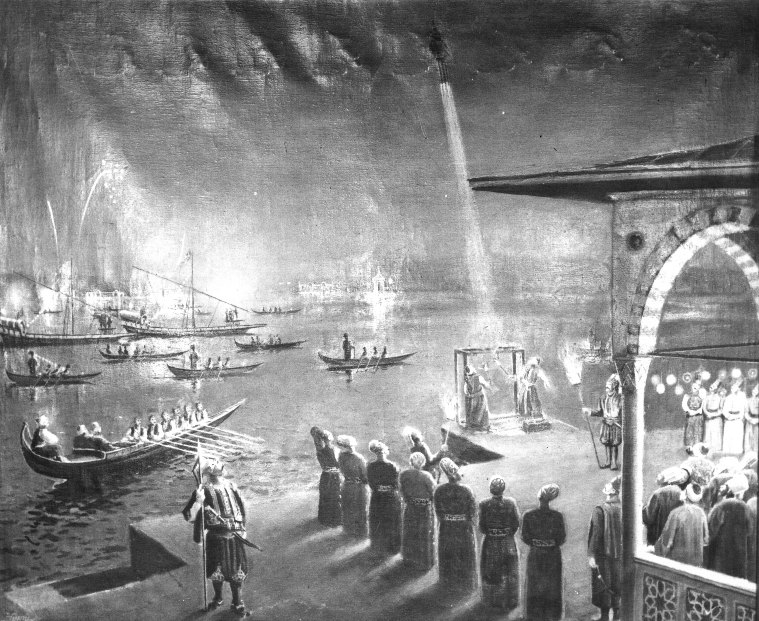
Zeitgenössische Darstellung von Lagari Hasan Çelebis Raketenflug

- Ahmet Lokurlu: Forscher, Wirtschaftsingenieur und Unternehmensgründer; Gewinnung von Kälte aus Sonnenenergie

## M
- Musa Muslihuddin: Mediziner; Erfinder der Paste Mesir Macunu
- Muzaffer Şerif Başoğlu: Sozialpsychologe; Forschungen zum sozialen Einfluss und die Erforschung von Konflikten innerhalb und zwischen Gruppen.
- Mohammed ibn Dschābir al-Battānī: Astronom; wichtige Beträge zur Trigonometrie, Beweis des Verhältnisses von Sinus durch Cosinus dem Tangen, Einführung der Apsis in der Astronomie
- Mehmed II.: Sultan, Dichter und Mathematiker; Weiterentwicklung zahlreicher Typen von Kanonen, Erfindung der Flugabwehrkanone

## O
- Osman Hamdi Bey Archäologe; Unter anderem Entdeckung des Alexandersarkophags
- Hasan Basri Özdamar: Ingenieur; HBO-Motor (Brennkraftmaschine mit drehbarem Pleuelbolz)
- Oktay Sinanoğlu: Quantenphysiker, Chemiker, Biologe; Many Electron Theory of Atoms and Molecules (1961), Solvophobic Theory (1964), Network Theory (1974), Microthermodynamics (1981), Valency Interaction Formula Theory (1983)

## P

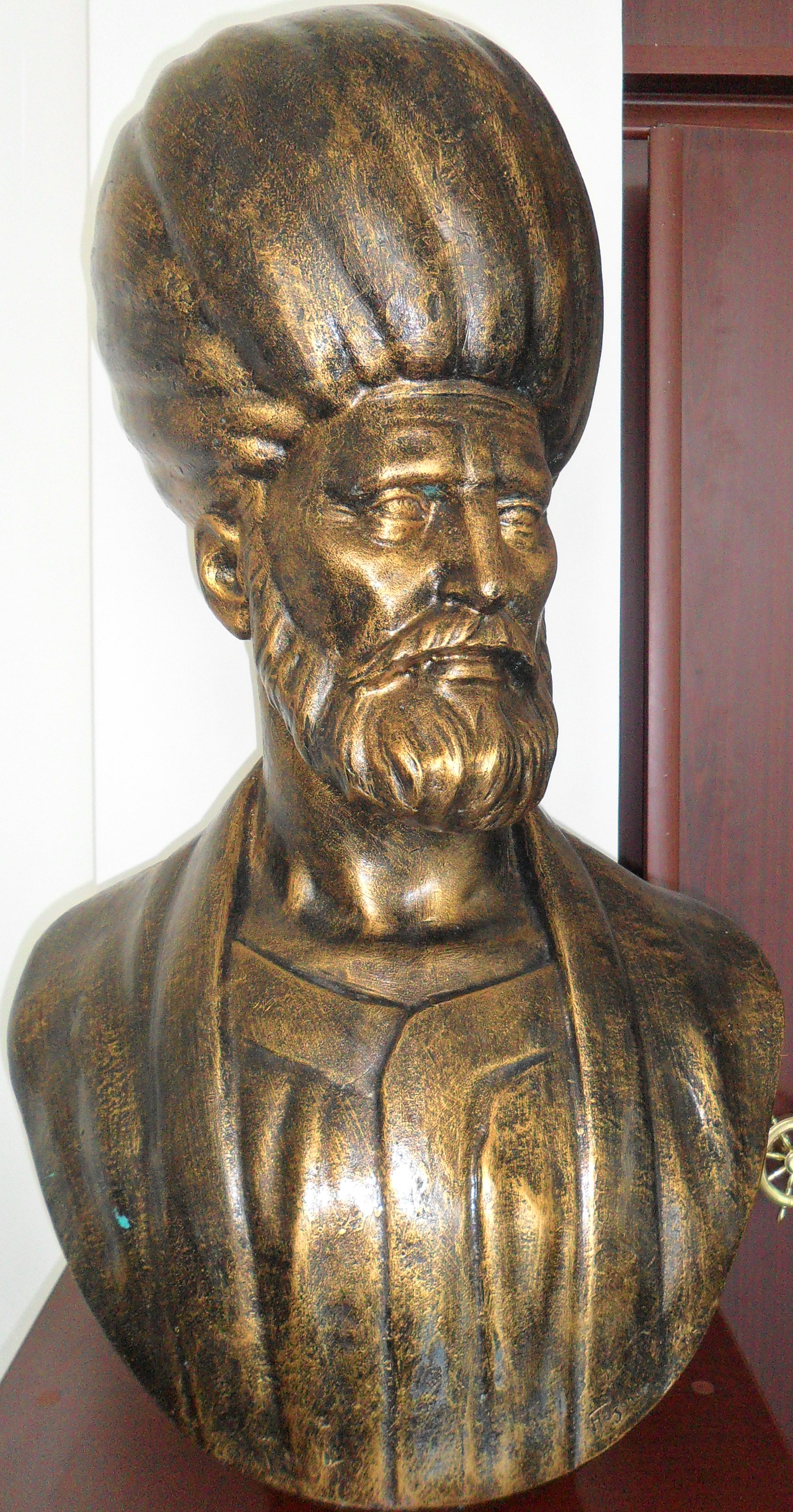
Pîrî-Reis-Statue im Museum der Meere in Mersin (Türkei)

- Piri Reis: Seefahrer; Karte des Piri Reis (osmanische Seekarte des Zentralatlantiks), Beiträge zur Weltkarte
- Adnan Pirisan: Geschäftsmann; Erfinder des orthopädischen Gebetsteppichs
- Atakan Peker: Physiker und Forscher; Erfinder des Liquidmetal

## Q
- Qadi Zada: Mathematiker und Astronom; Abhandlungen über den Sinus, u. a. berechnete er bereits im 14. Jahrhundert den Sinus von 1° auf 16 Dezimalstellen genau
- ʿAlāʾ ad-Dīn ʿAlī ibn Muhammad al-Quschdschī (Ali Kuşçu): türkischer/persischer Astronom, Mathematiker und Theologe; verschiedenste Werke in Astronomie, Mathematik, Mechanik und Linguistik

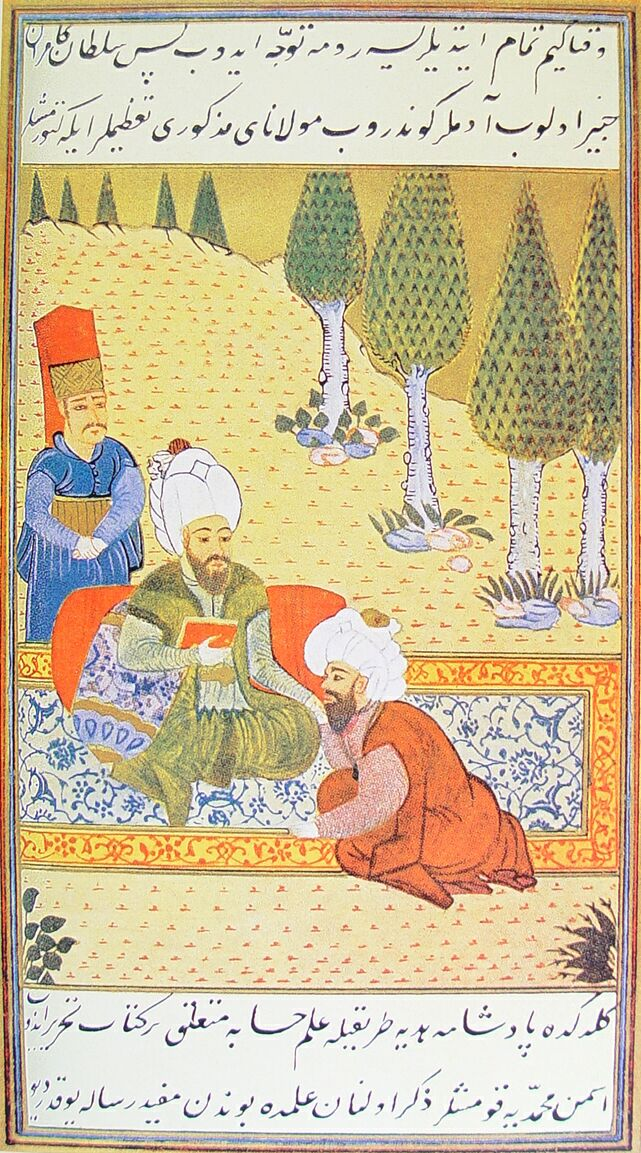
Ali al-Quschdschī, rechts vor Sultan Mehmed II.

## S
- Şerafeddin Sabuncuoğlu: Chirurg und Physiologe; erster chirurgischer Atlas
- Aziz Sancar: Biophysiker; mechanistische Studien zur DNA-Reparatur, Aufklärung molekularer Mechanismen der DNA-Reparatur im Körper, insbesondere Nukleotidexzisionsreparatur (NER) und Photolyasen
- Muzaffer Şerif (Muzafer Sherif): Sozialpsychologe; Untersuchung zu Gruppendruck und Konformität unter Verwendung des autokinetischen Effekts („Experiment zum informationalen sozialen Einfluss und das Robber’s-Cave-Experiment“)
- Seydi Ali Reis: Seefahrer, Erforschung der Ländereien von Indien nach Konstantinopel
- Süleyman Suat Sezgin: Musiker und Erfinder, Musikinstrument Ahenk (1928)
- Niyazi Serdar Sarıçiftçi: Physiker; Zukunftsweisende Beiträge zur organischen Solarzellen.

## T
- Abd al-Hamīd ibn Turk: Mathematiker; Arbeiten über Algebra in seinem Buch Kitâb al-ǧabr wa’ al-Muqâbala aus dem 9. Jahrhundert

## U
- Ulugh Beg: Universalgelehrter; Bau eines Observatoriums mit unterirdischem Sextanten im Jahre 1428, Berechnung des siderischen Jahres im 15. Jahrhundert (zusammen mit al-Kaschi und Qadi Zada), astronomische Abhandlung Zīdsch-i Sultānī

## Y
- Gazi Yaşargil: Mediziner und Neurochirurg; Begründer der modernen Mikroneurochirurgie, Erfinder der Yaşargil-Aneurysmenklammer
- Cem Yıldırım: Mathematiker; Satz über die Anzahl von Primzahlzwillingen (zusammen mit Dan Goldston und János Pintz)